# Мезилов, Курбанмурад Аманкулиевич
Курбанмурад (Гурбанмырат) Амангулыевич Мезилов (туркм. Gurbanmyrat Mezilow, род. 1961, Ашхабад, СССР) — туркменский физик, государственный и научный деятель. Ректор Университета инженерных технологий Туркменистана имени Огуз-хана с июля 2016 года.

## Биография
Родился в 1961 году в Ашхабаде. В 1983 году окончил ТГУ имени Максима Горького, по специальности — физик. Доктор технических наук (2009).
Трудовую деятельность начал в 1983 году аспирантом, научным сотрудником, старшим научным сотрудником Научно-производственного объединения «Гюн» Академии наук Туркмении. Далее работал ректором ТГПИ имени Сейитназара Сейиди (до июня 2009 года).
С 2009 года был исполняющим обязанности президента Академии наук Туркмении. 21 января 2010 года был утверждён в должности президента Академии наук Туркменистана, занимая её до 10 апреля 2016 года, когда решением общего собрания Академии наук Туркмении освобождён от должности президента Академии наук Туркмении Постановлением президента Туркмении от 10 апреля 2016 года.
С 8 октября 2010 года по 2 декабря 2011 года по совместительству заместитель председателя Кабинета министров Туркмении. C 11 февраля 2011 года по 2 декабря 2011 года по совместительству председатель Чрезвычайной комиссии Туркмении по борьбе с распространением заболеваний.
В 2014 году Мезилов был научным руководителем кандидатской диссертации Сердара Бердымухаммедова, сына Гурбангулы Бердымухаммедова.
С 8 апреля 2016 года — ректор Международного туркмено-турецкого университета. В июле 2016 года вместо туркмено-турецкого университета путём изменения его организационно-правовой формы создан Университет инженерных технологий Туркменистана имени Огуз-хана. Мезилов стал его ректором.